# Gręblin
Gręblin (kaszub. Grãblënò) – wieś kociewska w Polsce położona w województwie pomorskim, w powiecie tczewskim, w gminie Pelplin przy drodze krajowej nr 91.
W latach 1975–1998 miejscowość administracyjnie należała do województwa gdańskiego.